# Малгашка цикада
Малгашките цикади (Phromnia rosea) са вид насекоми от семейство Flatidae.
Таксонът е описан за пръв път от Томаш Мелихар през 1901 година.